# Liste deutscher Vornamen aus der Bibel
Eine große Anzahl im deutschen Sprachraum vorkommender Vornamen stammen aus der Bibel. Dabei sind die alttestamentlichen Namen meist hebräischen Ursprungs, Namen aus dem Neuen Testament stammen nicht selten aus dem Griechischen.

## A
אהרן
Aaron war der Name des ersten Hohepriesters der Juden und älteren Bruders des Moses. Die Bedeutung des Namens ist nicht gänzlich geklärt; es ist möglich, dass er „Erleuchter“ oder „Bergmensch“ bedeutet.
אברהם
Abraham (Abrāhām, „Vater der Menge“) ist der biblische Name des Stammvaters der Israeliten. Seine Geschichte wird im 1. Buch Mose (Genesis) erzählt. Danach gehört er zusammen mit Isaak und Jakob zu den Erzvätern, aus denen laut biblischer Überlieferung der Zwölfstämmebund des Volkes Israel hervorging.
עדה
Ada hängt zusammen mit „schmücken“. Ada (griechisch αδα) ist eine biblische Figur im 1. Buch Mose. Sie ist die erste Frau von Lamech, des Sohnes Metuschaels, und die Mutter von Jabal und Jubal. Sie wird erwähnt in Gen 4,19-23 EU: „Lamech nahm sich zwei Frauen; die eine hieß Ada, die andere Zilla. Ada gebar Jabal; er wurde der Stammvater derer, die in Zelten und beim Vieh wohnen. Sein Bruder hieß Jubal; er wurde der Stammvater aller Zither- und Flötenspieler.“
אָדָם
Adam (hebräisch Mensch; der von der Erde [adamah] Genommene) wurde demnach von Gott aus dem Lehm des Ackerbodens erschaffen, danach wurde ihm der Lebensatem eingehaucht. Darauf ließ ihn Gott in einen tiefen Schlaf fallen, entnahm ihm eine Rippe und schuf aus dieser seine Partnerin Eva (chawah, die Belebte). Nach jüdischen Mythen hatte Adam vor Eva eine andere Frau, Lilith, die wie er aus Erde gemacht wurde.
Ανδρέας
Andreas war ebenso wie sein Bruder Simon Petrus ein Apostel Jesu Christi. Das Johannesevangelium berichtet, Andreas sei zuerst ein Jünger Johannes des Täufers gewesen, der ihn dann an Jesus wies, worauf er auch seinen Bruder Simon zu Jesus führte mit der Botschaft „Wir haben den Messias gefunden“ (Joh 1,35-42). Daher kommt sein traditioneller Beiname „Der Erstberufene“.
חַנָּה
Der Name Anna kommt von dem Vornamen Hannah und bedeutet „Die Begnadete“ oder „Die von Gott Behütete“ oder auch „Liebreiz und Anmut“. Jesu Großmutter, die Mutter Marias, wird in der Bibel nicht erwähnt, jedoch in der kirchlichen Tradition Anna genannt. Dies ist als die dem Lateinischen angepasste Variante ihres richtigen Namens „Hannah“ zu verstehen.

## B
Balthasar bedeutet „Baal schütze sein Leben“ oder auch von Belsazar: „Baal/Gott schütze den König“. Baal bedeutet so viel wie Herr oder Meister. Er ist einer der Heiligen drei Könige; die Bibel erwähnt allerdings deren Namen nicht, sie sind erst seit dem 8. Jahrhundert überliefert.
Der Name Bartholomäus ist aramäisch und bedeutet „Sohn des Tolmai“ (= Sohn des Furchenziehers). Gemeint ist ursprünglich der Apostel Bartholomäus. Eine deutsche Variante ist Barthel.
בִנְיָמִין
Der Name Benjamin stammt aus dem Tanach, der hebräischen Bibel. Er bezeichnet dort den jüngsten der zwölf Söhne Jakobs, die als Stammväter der Zwölf Stämme Israels gelten: Benjamin (Bibel).
Im Hebräischen bedeutet er „Sohn meiner rechten Hand“ oder auch „Glückskind“, „Sohn des Glücks“, „Sohn des Trostes“. Die letzte Deutung folgt der Eigenerklärung von Gen 35,16-20, wonach der Vater Jakob seinen Jüngsten so genannt habe, als seine Mutter Rahel bei seiner Geburt starb.

## C
Christian verbreitete sich durch die Apostelgeschichte als Rufname. Der Name ist einer der ersten Fremdnamen, die massiv in das germanische Namensgut einwanderten.

## D
דניאל
Daniel, von hebräisch Daniyyel, bedeutet wörtlich: Gott sei mein Richter. Das Buch Daniel erzählt die Geschichte des Propheten Daniel im Tanach, der Hebräischen Bibel.
דָּוִד
Die hebräische Urform von David ist „Dawidh“, der Geliebte, Liebling (Gottes). Der schriftliche Ursprung des Namens liegt in der Bibel. Der Name David ist dort über 1000-mal in den hebräischen Schriften zu finden, und er bezieht sich auf den zweiten König Israels. David ist damit der am dritthäufigsten erwähnte Name in den hebräischen Schriften, neben Moses und Abraham.
דְּבוֹרָה
Debora (Deborah) ist abgeleitet von hebräisch דבורה (Dvorah), die Hummel oder die Biene.
דלילה
Delila war laut Bibel eine philistinische Frau, die den israelitischen Richter Samson den Soldaten ausgeliefert hatte.

## E
Ηλιας
Elias ist seit dem Mittelalter im Gebrauch. Es stammt vom Propheten Elija des Alten Testaments, der gegen den Baalskult kämpfte. Der Name bedeutet (mein) Gott ist JHWH.
אֱלִישֶֽׁבַע
Elisabeth leitet sich her von hebräisch אֱלִישֶֽׁבַע [’ĕlīšeḇa'] Elischebath (Mein Gott ist Sieben). Bedeutung: die Sieben steht für Vollkommenheit oder auch/wechselseitig für Fülle.
אֶסְתֵּר
Esther ist persisch/hebräischen Ursprungs und bedeutet Stern oder auch „die Leuchtende, Strahlende“ oder „die Sternenträgerin“. Der Name ist verwandt mit dem babylonischen Ischtar und dem Namen der syrischen/kanaanäischen Göttin Astarte.
חוה
Eva ist ein weiblicher Vorname. In Deutschland spielte der biblische Name schon im Mittelalter bei der Namensgebung eine Rolle, wurde aber erst nach der Reformation volkstümlich, was sich damit erklärt, dass die biblische Eva der katholischen Kirche als Sünderin gilt, so dass Eva im katholischen Sinne kein christlicher Name sein kann. Erst Maria als Zweite Eva brachte deren Sünde wieder aus der Welt. Der Name kommt aus dem Hebräischen „chavva“: Mutter der Erde oder die Leben schenkende.

## G
גַּבְרִיאֵל
Gabriel ist ein männlicher Vorname (hebr. „Gott ist mein Held“ oder auch „Mann Gottes“). Namenstag ist der 29. September. Einer der Erzengel in der Bibel trägt den Namen Gabriel (siehe Gabriel (Erzengel)).
גִּדְעוֹן
Gideon (mit dem Beinamen Jerubbaal) ist ein Richter im Alten Testament. Er erscheint im Buch der Richter 6,11–8,35 EU. Er ist der Sohn des Joasch und wurde von JHWH durch einen Engel berufen, die Israeliten vom Joch der Midianiter zu befreien.

## H
חַנָּה
Hanna ist die weibliche Form des Wortes chen (hebr. חֵן, „Gnade“, „Anmut“). Auf dieser Grundlage existieren weitere Namensbildungen, vor allem der Name Johannes (Jochanan, hebr. יוחנן mit der Bedeutung „JHWH ist Gnade“). Für dessen weibliche Form „Johanna“ kann „Hanna“ auch eine Kurzform sein.

## I
עמנואל
Immanuel ist eine hebräische Form des männlichen Vornamens Emanuel. Immanu'el bedeutet „Gott ist mit uns“.

## J
יעל
Jael (auch Jaël oder Yael) ist das hebräische Wort für den Nubischen Steinbock (Capra Ibex Nubiana) und wird als solches mehrmals in der Bibel erwähnt (z. B. Ps 104,18 , 1 Sam 24,2 , Ijob 39,1 ). Von der Wortwurzel her bedeutet das Wort aufsteigen, in der Höhe Zuflucht suchen, Nutzen bringen. Weiters ist es der Name einer biblischen Gestalt, welche zur Zeit der Richter auftritt (Ri 4,17-22 , Ri 5,6 , Ri 5,24 ).
יעקב
Jakob, Jakobus oder Jacobus ist die latinisierte Form des hebräischen Namens יעקב (Ja'aqob, Jakob). Die Namenstradition geht zurück auf den biblischen Patriarchen Jakob (Gen 25, 23-27). Die hebräische Ursprungsform dieses Namens lautet יעקב (Ja'aqob), dessen etymologische Wurzel der hebräische Begriff עקב, „Ferse“, ist. Der Name bedeutet demnach etwa „Fersenhalter“ oder wörtlich „er ferste“. Grundlage für diese Bedeutung ist die alttestamentliche Erzählung, wonach sich Jakob bei seiner Geburt an der Ferse seines Zwillingsbruders Esau (dem Erstgeborenen) festhielt (Gen 25, 26).
Das Neue Testament kennt mehrere Personen mit dem Namen Jakob, der dort in der griechischen Form Ιάκωβος erscheint.
יהושע
Der Name Jesus ist die latinisierte Form von Ιησους in der altgriechischen Koiné. Ιησους wiederum übersetzt den hebräisch-aramäischen Vornamen Jehoschua mit seinen Kurzformen Jeschua, Jeschu oder Josua. In Deutschland war „Jesus“ als Vorname lange nicht zugelassen. 1998 entschied das Oberlandesgericht Frankfurt auch im Hinblick auf internationale Gebräuche dahingehend, dass der Wunsch der Eltern, einem Kind diesen Namen zu geben, von den Standesämtern nicht abgelehnt werden darf.
יוחנן
Johannes ist die griechische Form des hebräischen Yochanan (יוחנן) und bedeutet „der HERR (JHWH) ist gnädig“ bzw. „der HERR hat Gnade erwiesen“. Im Judentum als Ausdruck einer als Geschenk aufgefassten Geburt zu verstehen.
יהויכין
Jojachin (auch: Jechonjah und Joachim, Kurzform: Konja (vgl. Esther 2:6; Jeremia 28:4; 37:1) war König von Juda als Nachfolger seines Vaters Jojakim. Der Name bedeutet in Hebräisch: der HERR (JHWH) (hat) befestigt.
יונה
Jonas stammt von hebräisch Jona/Jonah Taube, der Friedliebende.
יוֹסֵף
Josef, auch Joseph (hebr. iosef = Gott fügt hinzu) ist ein biblischer Vorname. Im arabischen Sprachraum wird der Name Jusuf, der Josef entspricht, verwendet.
יהודית
Judit stammt aus dem Hebräischen (Jehudit) und bedeutet Judäerin (Frau aus Judäa) oder Jüdin. Die bekannteste ist die Protagonistin des nach ihr benannten Buches Judit.

## L
לֵאָה
Lea oder Leah ist ein weiblicher Vorname. Er stammt aus dem Hebräischen ((Wild-)Kuh, die sich vergeblich bemühende oder die Ermüdete). Die biblische Lea ist eine der vier Erzmütter des Volkes Israel.
Λουκάς
Als Evangelist Lukas wird traditionell der Verfasser des Lukasevangeliums und der Apostelgeschichte im Neuen Testament der Bibel bezeichnet. Man zählt ihn zu den drei Synoptikern.
Λυδία
Lydia bedeutet: „die aus Lydien stammende“; in der Bibel war Lydia eine Griechin, die den Beruf einer Purpurhändlerin ausübte. Sie lebte in der Stadt Thyatyra und wurde vom Apostel Paulus bekehrt und ist somit eine der ersten Christinnen Europas. Sie nahm Paulus und seine Gefährten sofort in ihr Haus auf und gilt daher auch als Symbol für Gastfreundschaft.

## M
Magdalena kommt von altgriechisch die aus Magdala Stammende (Ort am See Genezareth, kann mit „Turm“ übersetzt werden).
Der Name Maria stammt von dem aramäischen bzw. hebräischen Mirjam, dem Namen der Prophetin und Schwester des Moses im Alten Testament. Im Griechischen findet sich die Zwischenform Mariam (vgl. aramäische Aussprache), wobei Maria eine griechisch-lateinische Namensabwandlung ist.
Wegen der Heiligenverehrung Marias, der Mutter Jesu Christi, als „Mutter Gottes“ galt die Verwendung als Personenname jahrhundertelang in christlichen Gebieten als Profanierung und wurde gemieden (siehe auch Marienverehrung und Marienleben).
Erst ab dem 16. Jahrhundert fand der Name als weiblicher Vorname (im 19. Jahrhundert auch als männlicher Vornamensbestandteil) verbreitetere Verwendung.
Markus ist eine Gestalt des Neuen Testaments und der Verfasser des Markusevangeliums. Der Ursprung des Namens ist römisch (siehe Markus (Vorname))
מרתא
Martha ist hebräisch (מרתא Martâ) und bedeutet „die Herrin“ oder „die Gebieterin“.
Matthias ist eine Kurzform des biblischen Namens (griechisch) Mattathias bzw. (hebräisch) Mattithiah, der Geschenk Gottes oder Geschenk des Herrn bedeutet. Dieser wiederum ist abgeleitet vom hebräischen Namen Mattitjahu, der von JHWH gegeben bedeutet. Matthias wird auch oft mit Matthäus in Verbindung gebracht. Matthäus stammt aber vom griechischen Namen Maththaíos ab. Diese Unterscheidung zwischen Matthias und Matthäus gibt es jedoch nicht in jeder Sprache. So werden zum Beispiel Matthias und Matthäus im Englischen häufig einheitlich mit Matthew übersetzt.
מיכאל
Der Vorname Michael stammt aus dem Hebräischen und bedeutet „Wer ist wie Gott?“ im Sinne von „Keiner ist wie Gott“. Die Figur des heiligen Erzengels Michael, dessen Charakter es ist, sich gegen jeden zu richten, der Gottes Stellung in Zweifel zieht, gilt als Ursprung dieses Namens.
מִרְיָם
Miriam ist die aramäische bzw. hebräische Ursprungsform der griechisch-lateinischen Namensabwandlung Maria. In der Bibel trägt die ältere Schwester des Mose, die auch selbst eine Prophetin ist, diesen Namen. Maria, die Mutter Jesu, ist nach ihr benannt und hat ihren Namen selbst wohl Miriam oder Mariam ausgesprochen. Auch Maria Magdalena, die Jüngerin Jesu, hieß eigentlich Miriam oder Mirjam. Magdalena steht für den Ort nahe dem See Genezareth, aus dem sie stammt (griechisch: Magdala, hebräisch: Migdal).
Mit all seinen Abwandlungen ist dieser Name der im deutschen Sprachraum am weitesten verbreitete weibliche Vorname. Die Bedeutung dieses Namens ist allerdings nicht vollkommen geklärt. Er könnte sich einerseits vom hebräischen Begriff „mirjam“ für Bitterkeit und andererseits vom ägyptischen „mry“ für Geliebte oder „merit-amun“ (Die von Amun Geliebte) herleiten. Des Weiteren ist die Form „Mirjam“ ein Partizip des hebräischen Verbs „aufstehen, erheben“, bedeutet also gemäß dieser Herleitung „die Erhabene“. In seine hebräischen Bestandteile zerlegt, bedeutet Mir-jam „Meerestropfen“ (vgl. Stella Maris). Der Name ist allerdings auch mit einer anderen Bedeutung bekannt, demzufolge bedeutet „Miriam“ auch „Die Ungezähmte“. Im Chinesischen bedeutet Miriam auch „Die Schöne, Eigensinnige, Elegante und Furchtlose“.

## N
נעמי
Noemi (hebr. נעמי: Noomi, Naomi u. a. Vokalisierungen) ist ein biblischer weiblicher Vorname, der in den verschiedenen Sprachen vielfach abgewandelt wird. Er bedeutete auf Hebräisch: „die Liebliche“. Im Buch Rut des Tanach ist Noemie die Schwiegermutter der Rut und damit die Ururgroßmutter von König David.

## P
Paulus (lateinisch für „klein“, griechisch Paulos) ist der Name des Apostels Paulus von Tarsus. Häufig ist die Kurzform Paul.
Peter ist griechischen Ursprungs (petros) und bedeutet Fels im Sinne von Felsblock. Der gewachsene Felsen wird im Griechischen als petra bezeichnet. In dem Jesus-Wort Matthäus 16,18 tauchen beide Begriffe als Wortspiel nebeneinander auf: Du bist „Petros“ (Felsblock), und auf „Petra“ (gewachsener Felsen) will ich meine Gemeinde bauen. Die weibliche Form des Namens ist Petra.
Philippus gehört zu den zwölf Aposteln Jesu (Matthäus 10,3). Philippus wurde von Jesus direkt berufen, ihm nachzufolgen (Johannes 1,43). Er ist es, der das Erlebte dem Nathanael weitererzählte. Häufig ist die Kurzform Philip.

## R
רחל
Rachel (hebr. [ra:'χe:l]), auch Racquel, Rahel [ˈraː.ɛl], ist ein weiblicher Vorname. Er entstammt dem Hebräischen und bedeutet ungefähr Mutterschaf. Die biblische Rahel gehört zu den vier Erzmüttern des Volkes Israel und hat als Mutter eine ambivalente Rolle in der jüdischen Theologie: stirbt sie doch bei der Geburt ihres Sohnes Ben-Oni (Sohn des Unglücks), den Jakob direkt nach der Entbindung in Sohn des Glücks, also Ben-Jamin umtauft (Genesis 35,16-19).
Die biblische Rahel war die Tochter Labans, die Lieblingsfrau Jakobs und Mutter seiner Söhne Benjamin und Josef.
רבקה
Rebekka (hebr. רבקה Rivkah, die Bestrickende, die Fesselnde, die Wohlgenährte, auch Rebecca, Rebecka) ist eine biblische Person des Alten Testaments. Sie ist eine der vier Erzmütter des Volkes Israel und als Mutter Jakobs auch im Stammbaum Jesu.
Sie lebte ca. 2000 v. Chr., stammte aus Nahur bei Haran und war die Großnichte Abrahams. Er ließ sie für seinen Sohn Isaak aus der alten Heimat holen, damit er keine der heidnischen Kanaaniterinnen heiraten musste (1. Mose 24). Die Szene, wie Abrahams Bote – oft identifiziert mit Elieser aus 1. Mose 15, 2 – an einem Brunnen die Richtige fand (die, die ihm nach einer Prophetie zu trinken abgab), wurde oft in der Kunst dargestellt.
רְאוּבֵן
Ruben stammt aus der Bibel und bedeutet im Hebräischen so viel wie Sehet, ein Sohn.
רוּת
Ruth bedeutet im Hebräischen Freundschaft oder Schönheit.

## S
שלומית
Salome kommt von hebräisch „Salomo“: der Friedliche.
שמואל
Die Herleitung des Namens Samuel aus dem Hebräischen (dort lautet der Name Schmu’el) ist durchaus problematisch, obwohl die Bibel selbst in 1.Sam.1:20 eine Erklärung gibt: „Und sie gab ihm den Namen Schmu’el, denn von JHWH habe ich ihn erbeten.“ Das Wort für erbitten ist „Scha’al“, das passive Partizip davon lautet „Scha’ul“. Der allgemeine Name für Gott lautet „El“. Das „M“ im Namen Schmu’el könnte man im Deutschen mit der Präposition „von“ erklären. So gesehen ist der ganze Name eigentlich ein Kunstwort, mit dem man ausdrücken will: „Von Gott erbeten“. Und das ist es ja auch, was seine Mutter Hanna gesagt hat.
שָׂרָה
Sara oder Sarah geht auf die biblische Person Sarai zurückgeht, Abrahams Frau, die von Gott in Sara oder Sarah umbenannt wurde; siehe Sara (Erzmutter).
In der Zeit des Nationalsozialismus ab 1938 wurden alle jüdischen Frauen und Mädchen gezwungen, zusätzlich den Namen Sara anzunehmen.
שמעון
Der Name Simon stammt aus der Bibel und hat dort die Form Simeon. Er bezeichnet im Alten Testament den Stammvater eines der Zwölf Stämme Israels, im Neuen Testament einen frommen Israeliten, der als erster in Jesus von Nazaret den verheißenen Messias erkennt.
Stephan/Stefan ist die Kurzform des Namens Stephanus. Dieser ist griechischen Ursprungs und bedeutet Der Bekränzte. Stephanus wurde um das Jahr 40 n. Chr. gesteinigt und gilt als erster christlicher Märtyrer (vgl. Apg 6-7).
שושנה
Susanne ist hebräischen Ursprungs („Schoschanah“) und bedeutet die Lilie.
Im Lukasevangelium (8:1-3) wird Susanna als Jüngerin Jesu erwähnt. Das Buch Daniel erzählt ebenfalls von einer Susanna.

## T
Tabea
Tabea kommt von aramäisch Tabitha mit der Bedeutung: die Gazelle, vgl. Apostelgeschichte 9,36.
תאומא
Der Name Thomas stammt aus dem Aramäischen (תאומא te'oma) und bedeutet Zwilling. Seit dem Mittelalter durch die Verehrung des heiligen Thomas, einem der zwölf Jünger Jesu, verbreiteter Name. Auf den Apostel geht die auch heute noch pejorativ verwendete Bezeichnung „ungläubiger Thomas“ zurück, weil dieser gemäß neutestamentlicher Überlieferung an der Auferstehung Jesu zunächst zweifelte, bis er selbst die Wundmale des Auferstandenen sehen und als einziger berühren durfte (Joh 20,19-29).
תוביז
Tobias ist die griechische Form des hebräischen Namens Tobijah/Tobijahu (tobijjah „Gott ist gut“, „JHWH ist gütig“, „Der Herr ist mein Gut“, „Der Gütige“, „Gott ist gnädig“, „Gott ist Güte“).
Dieser Name ist abgeleitet von Tobias (Sohn des Tobit), aus „Das Buch Tobit“, einem apokryphen bzw. deuterokanonischen Buch des Alten Testaments. Dort ist Tobias der fromme Sohn eines blinden Vaters. Der Erzengel Raphael begleitet Tobias auf seiner Reise, nimmt sich seiner an und hilft ihm, seinen Vater von der Blindheit zu heilen.

## Y
יעל
Yael (auch Jaël oder Jael) ist das hebräische Wort für den Nubischen Steinbock (Capra Ibex Nubiana) und wird als solches mehrmals in der Bibel erwähnt (z. B. Ps 104,18 , 1 Sam 24,2 , Ijob 39,1 ). Von der Wortwurzel her bedeutet das Wort aufsteigen, in der Höhe Zuflucht suchen, Nutzen bringen. Außerdem ist es der Name einer biblischen Frau, die zur Zeit der Richter auftritt (Ri 4,17-22 , Ri 5,6 , Ri 5,24 ).